# Rough And Tough And Dangerous - The Singles 94/98
Rough And Tough And Dangerous - The Singles 94/98 è un album degli Scooter.
La copertina è di Marc Schilkowski, mentre l'album è stato mixato da Rick J. Jordan.
Il testo delle canzoni sono state scritte da
- Billy Idol (tracce 7 e 14 del cd 1)
- DJ Zki & Dobre (traccia 1 del cd 2)
- Ferris Bueller (tracce dalla 1 alla 6, dalla 10 alla 13 e la 16 del cd 1 e tracce dalla 2 alla 11 e la 13 del cd 2)
- H.P. Baxxter (tracce dalla 1 alla 6, dalla 10 alla 13 del cd 1 e tracce dalla 2 alla 11 e la 13 del cd 2)
- Jens Thele (tracce dalla 1 alla 6, dalla 10 alla 13 del cd 1 e tracce dalla 2 alla 11 e la 13 del cd 2)
- Marc Cohn (traccia 8 del cd 1 e traccia 12 del cd 2)
- Matthias Hoffmann (traccia 12 del cd 1)
- Nosie Katzmann (tracce 9 e 15 del cd 1)
- René Swain (traccia 12 del cd 1)
- Rick J. Jordan (tracce dalla 1 alla 6, dalla 10 alla 13 del cd 1 e tracce dalla 2 alla 11 e la 13 del cd 2)
- Steffen Britzke (traccia 12 del cd 1)
- Steve Stevens (tracce 7 e 14 del cd 1)

## Tracce cd1
1. Hyper Hyper - 3:40
2. Move Your Ass - 4:3
3. Friends - 4:46
4. Endless Summer - 5:18
5. Back in the U.K. - 3:29
6. Let Me Be Your Valentine - 3:53
7. Rebel Yell - 3:45
8. I'm Raving - 3:42
9. Break It Up - 3:43
10. Fire - 3:38
11. The Age of Love - 3:55
12. No Fate - 3:48
13. Fire (live) - 5:8
14. Rebel Yell (live) - 5:15
15. Break It Up (live) - 3:22
16. The Age of Love (live) - 5:18

## Tracce cd2
1. Vallee De Larmes (Re-Incarnation By The Loop! Version) - 4:37
2. Rhapsody In E - 6:10
3. Move Your Ass (Ultra-Sonic Remix) - 7:16
4. Friends (Ramon Zanker Remix) - 5:33
5. Across The Sky - 5:47
6. Endless Summer (Datura Mix) - 4:54
7. Back In Time - 7:6
8. Unity Without Words Part 2 - 5:29
9. Euphoria - 3:59
10. Let Me Be Your Valentine - 8:5
11. B-Site - 5:37
12. I am Raving (Taucher Remix) - 8:10
13. Fire (D.O.N.S. Burn Rubber Remix) - 6:29